# Bergtjärnen, Västergötland
Bergtjärnen är en sjö i Marks kommun i Västergötland och ingår i Rolfsåns huvudavrinningsområde.